# 여수진남체육공원
여수진남체육공원(麗水鎭南體育公園, Yeosu Jinnam Sports Park)은 대한민국 전라남도 여수시에 있는 스포츠 시설 단지이다. 진남종합운동장, 보조경기장, 야구장, 테니스 경기장, 롤러 경기장, 유도 경기장, 궁도 경기장, 게이트볼 경기장, 씨름 경기장, 족구 경기장, 실내 체육관 등의 스포츠 시설이 갖추어져 있다.
그중 실내 체육관은 2000년부터 2003년까지 수원 KT 소닉붐의 홈 경기장으로 활용되었다.

## 참고 문헌
- “여수진남체육공원”. 여수시청.
- 《전국 공공체육 시설 현황 (2017년말 기준)》. 대한민국 문화체육관광부. 2019.

## 같이 보기
- 진남종합운동장
- 여수진남체육공원 보조경기장